# Theodore Makridi Bey
Theodore Makridi Bey (Costantinopoli, 1872 – Istanbul, dicembre 1940) è stato un archeologo e grecista turco.

## Biografia
Era un commissario delle Antichità ottomane e curatore del Museo Archeologico di Istanbul.
Theodore Makridi nacque a Costantinopoli nel 1872, era figlio del medico militare Ferid Pasha Konstantin Makridi, studiò presso il Liceo Galatasaray. Il 1º aprile 1892, fu assunto presso il Museo Archeologico di Istanbul, guidato da Osman Hamdi Bey, un anno prima della nuova fondazione, come segretario per il francese. Lavorò presso questo istituto per 38 anni prima alle dipendenza di Osman Hamdi Bey poi del suo successore Halil Ethem Bey, dal 1923 come assistente alla direzione. Nella sua qualità di Commissario della Antichità ottomane partecitò agli scavi austriaci a Efeso (1897-1898, 1902-1903, 1905-1906), agli scavi tedeschi a Baalbek (1900-1902) e Sidone (1902).
Makridi divenne famoso principalmente per la sua partecipazione, in qualità di partner di Hugo Winckler, agli scavi del 1906-1907 e 1911-1912 presso Bogazköy, che consentirono di riportare alla luce l'antica città di Ḫattuša, la capitale dell'impero ittita.
Si distinse in questo ed in altri scavi, dove partecipò a nome del museo, in particolare per le sue capacità organizzative e la sua capacità di lavorare con i proprietari terrieri locali e nel procurare mano d'opera. La sua collaborazione con Winckler, che viene spesso descritto come un carattere difficile, è generalmente considerata positivamente.
Successivamente diresse scavi in proprio, tra cui Klaros e Notion (1904, 1907). Dopo il suo ritiro, nel 1930 si trasferì ad Atene dove dal 1931 al 1940 fu direttore del Museo Benaki. Theodore Makridi morì nel dicembre 1940, dopo una breve malattia an Istanbul.